# Енді
Енді — чоловіче, рідше жіноче ім'я.
Відомі носії:
- Енді Абрахам — британський співак
- Енді Барр — американський політик
- Енді Бернем — британський політик
- Енді Бетгейт — канадський хокеїст
- Енді Блек — шотландський футболіст
- Енді Блер — канадський хокеїст
- Енді Бородов — канадський борець вільного та греко-римського стилів
- Енді Бріклі — американський хокеїст
- Енді Вейр — американський письменник
- Енді Вілкінсон — англійський футболіст
- Енді Вільямс — ямайський футболіст
- Енді Вільямс — американський естрадний виконавець та актор
- Енді Вітфілд — валлійсько-австралійський актор і модель
- Енді Вольфф — німецький кінорежисер
- Енді Воргол — американський художник українського походження у стилі поп-арт
- Енді Гарсія — американський актор, кінорежисер
- Енді Герольд — американський музикант
- Енді Голмс — британський академічний веслувальник
- Енді Горам — англійський футболіст
- Енді Грей — шотландський футболіст
- Енді Грін — американський хокеїст
- Енді Дакет — англійський футболіст
- Енді Данлоп — британський музикант
- Енді Джессі — американський бізнесмен
- Енді Джоунс — американський стрибун у воду
- Енді Дік — американський актор
- Енді Ебентон — канадський хокеїст
- Енді Ендрюс — американський тенісист
- Енді Картрайт — український репер
- Енді Кауфман — американський шоумен
- Енді Кемпбелл — англійський футболіст
- Енді Керролл — англійський футболіст (1989 року народження)
- Енді Коан — американський плавець
- Енді Колберг — американський тенісист
- Енді Круз Гомес — кубинський боксер
- Енді Кінг — англійський футболіст
- Енді Кінг — валлійський футболіст
- Енді Кіог — ірландський футболіст
- Енді Коул — англійський футболіст
- Енді Лі — ірландський боксер
- Енді Лонерган — англійський футболіст
- Енді Мак-Давелл — американська акторка та модель
- Енді Мак-Дональд — канадський хокеїст
- Енді Маківой — ірландський футболіст
- Енді Маррей — британський тенісист
- Енді Маршалл — англійський футболіст
- Енді ван дер Мейде — нідерландський футболіст
- Енді Мекей — британський музикант
- Енді Морено — кубинський борець вільного стилю
- Енді Муг — канадський хокеїст
- Енді Нахар — гондураський футболіст
- Енді Негелайн — гонконзький футболіст німецького походження
- Енді О'Браєн — ірландський футболіст
- Енді Олд — американський футболіст
- Енді Поло — перуанський футболіст
- Енді Рам — ізраельський тенісист
- Енді Рід — ірландський футболіст
- Енді Роач — американський хокеїст
- Енді Роддік — американський тенісист
- Енді Рурк — британський музикант
- Енді Саммерс — британський гітарист
- Енді Сан Дімас — американська порноакторка
- Анді Сельва — санмаринський футболіст
- Енді Семберг — американський актор
- Енді Серкіс — англійський актор
- Енді Сінтон — англійський футболіст
- Енді Таунсенд — ірландський футболіст
- Енді Хачатурян — вірмено-американський продюсер, музикант, діджей
- Енді Хуг — швейцарський каратист і кікбоксер
- Енді Ядом — ганський футболіст